# Забегайло, Владимир Константинович
Владимир Константинович Забегайло (27 мая 1944, Киев — 21 марта 2005) — советский и украинский юрист, дипломат. Чрезвычайный и Полномочный Посол Украины. Доктор юридических наук (1983), профессор (1990).

## Биография
Родился 27 мая 1944 года в Киеве в семье юриста Константина Забегайло.
В 1967 году окончил юридический факультет Киевского государственного университета им. Т. Шевченко. В 1971 году — аспирантуру Института государства и права АН УССР. Кандидатская диссертация «Проблема пробелов в праве» (1972), докторская диссертация «Критический анализ социальной направленности в современном правоведении» (1982).
С 1971 по 1988 год — младший, старший научный сотрудник, заведующий сектором Института государства и права АН УССР.
В 1988 году был профессором кафедры международного права и сравнительного правоведения факультета международных отношений и международного права. 
В 1988—1992 годах — заместитель директора Института международных отношений КГУ, а с 1990 года — по совместительству директор управления международных связей КНУ. 
В 1994—2003 годах заведовал кафедрой сравнительного правоведения ИМО Киевского государственного университета им. Т. Шевченко.
С 1992 по 1998 год — советник Посольства Украины в США по политико-правовым вопросам. 
С 1998 по 1999 год — заместитель министра юстиции Украины — уполномоченный по делам соблюдения Конвенции о защите прав человека и основных свобод. 
С сентября 2003 по 2005 год — Чрезвычайный и Полномочный Посол Украины в Кении. По совместительству с февраля 2004 по 2005 год — Постоянный Представитель Украины при Программе ООН по окружающей среде ЮНЕП, а также Постоянный Представитель Украины при Программе ООН по населённым пунктам Хабитат.
Направления научной деятельности: соотношение права и общества, роль права в общественном развитии, права человека, сравнительное правоведение, европейское право, гармонизация права Украины с европейским правом. Автор более 100 научных трудов.
Умер 21 марта 2005 года, будучи в командировке в Киеве, причины смерти не оглашались. Осталась вдова Забегайло Татьяна Ивановна, похороны проводились за государственный счёт. Похоронен на Байковом кладбище (участок № 49б).

## Труды
- Право и общество. Новые проблемы и методы буржуазного правоведения. К., 1981;
- Демократія, право і свободи: реальність і ідеологічні міфи. К., 1983 (соавтор);
- Порівняльне правознавство: теорія і метод розвитку правової системи України // Проблеми гармонізації законодавства України з міжнар. правом. К., 1988;
- Право на права. К., 1989;
- Эволюция современного государства и права. К., 1991;
- Гармонізація національного права як передумова інтеграції України в Європейське співтовариство. К., 2000.
- Право — інструмент входження України до Європейського Союзу // Влада і політика. 2000. № 23.